# عصب وعائي
الأعصاب الوعائية هي الأعصاب التي تعصب الشرايين والأوردة. تتحكم الأعصاب الوعائية في توسع الأوعية وتضيق الأوعية، مما يؤدي بدوره إلى التحكم في درجة الحرارة والتوازن وتنظيمها.